# Cuencas costeras e islas entre ríos Biobío y Carampangue
Las cuencas costeras e islas entre ríos Biobío y Carampangue son varias cuencas costera exorreicas de régimen pluvial ubicadas en la costa oriental de la bahía de Arauco que la Dirección General de Aguas ha reunido por su similitud y contigüidad en el ítem 084 del inventario BNA de cuencas de Chile. Todo el ítem se encuentra en la Región del Biobío.
| BNA | DARH |
| --- | ---- |
|     |      |

## Límites y relieve

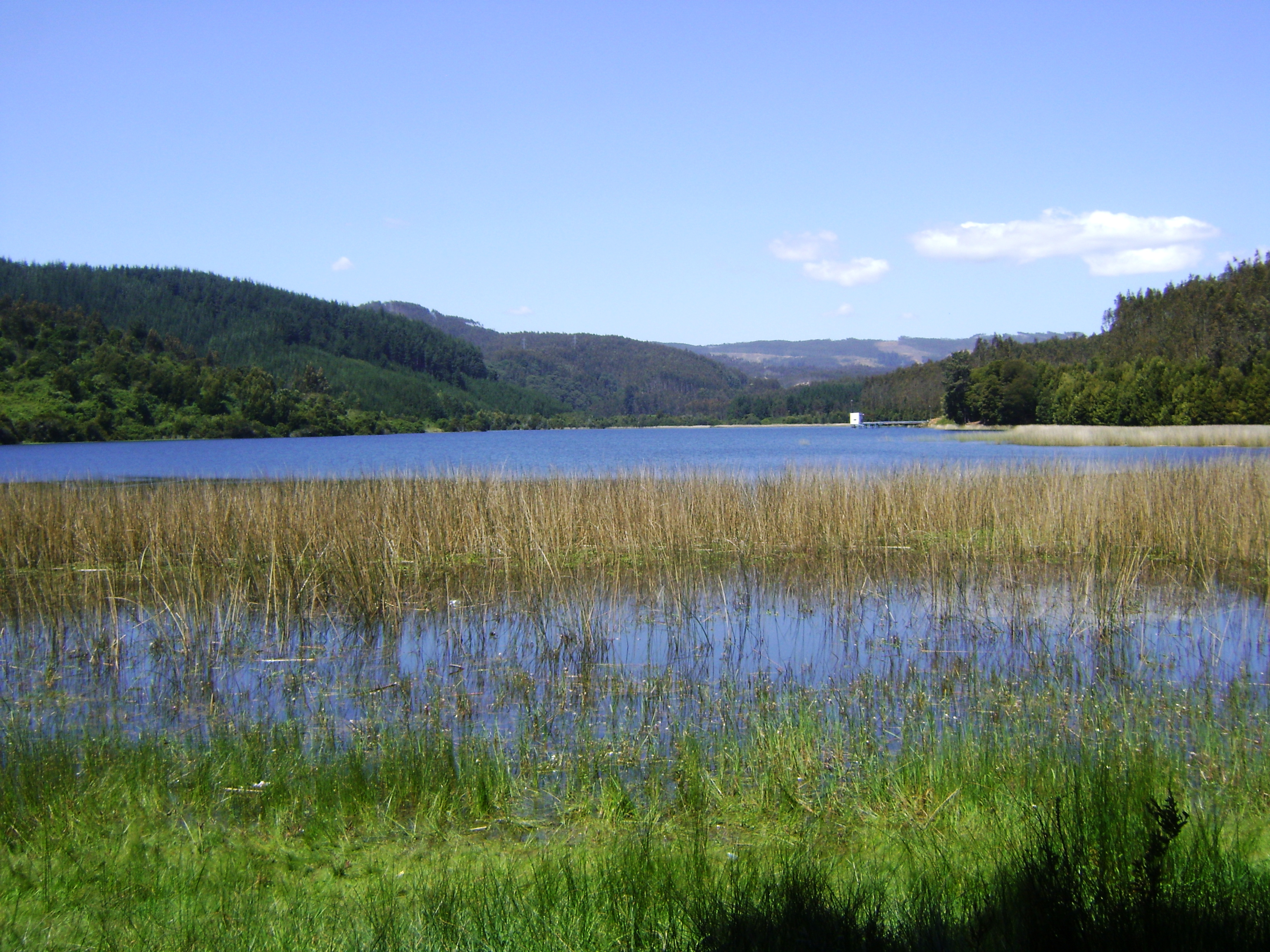
La laguna Quiñenco, rodeada de colinas.

Colinas que forman la divisoria de aguas entre el río Biobío y las cuencas costeras.

Este conglomerado de cuencas naturales tiene la forma de una luna creciente con ambas puntas señalando hacia el poniente. Por el norte y el noreste limita con la cuenca del río Biobío y hacia el sureste y el sur colinda con la cuenca del río Carampangue. El ítem cubre un área de 39.234 hectáreas.

## Población
El sistema de información y monitoreo de biodiversidad del Ministerio del Medio Ambiente de Chile señala la siguiente distribución de la superficie de la cuenca entre las comunas (el porcentaje es de la cuenca):
| Región | Provincia  | Comuna              | Hectáreas | Porcentaje |
| ------ | ---------- | ------------------- | --------- | ---------- |
| Biobío |            |                     | 39.234,31 | 99,43%     |
|        | Concepción |                     | 28.563,82 | 72,390%    |
|        |            | Coronel             | 16.878,56 | 42,78%     |
|        |            | Lota                | 9.131     | 23,14%     |
|        |            | Santa Juana         | 3,352     | < 0,10%    |
|        |            | San Pedro de la Paz | 2.550,90  | 6,47%      |
|        | Arauco     |                     | 10.670,50 | 27,04%     |
|        |            | Arauco              | 10.670,50 | 27,04%     |

## Subdivisiones
La Dirección General de Aguas subdivide o reúne las cuencas de Chile acorde a las necesidades de estudio y gestión. Existen dos inventarios que han logrado ser aceptados como principales, el del inventario de cuencas del Banco Nacional de Aguas (BNA) de 1978, de mayor uso, y el inventario de cuencas del Departamento de Administración de Recursos Hídricos (DARH) de 2014 de mejor cartografía que ha obligado a redefinir algunos límites, a veces con cambios mayores, pero también por algunas redefiniciones del concepto de subcuenca.
En este caso, el inventario DARH ha reunido en el ítem 0804 las cuencas que el inventario BNA enlista en el ítem 084 (cuencas entre Biobío y Carampangue), el ítem 085 (cuenca del río Carampangue) y la parte oriental del ítem 086.
La subdivisión del BNA es como sigue:
| Cuenca                                                      | Subcuenca | Subsubcuenca | Aguas                                                        | Área drenaje km² | Observaciones |
| ----------------------------------------------------------- | --------- | ------------ | ------------------------------------------------------------ | ---------------- | ------------- |
| 084 Costeras e islas entre Ríos Biobío y Carampangue (mapa) |           |              |                                                              |                  |               |
| 084                                                         | 0840      | 08400        | Isla Santa María                                             | 31               |               |
| 084                                                         | 0841      | 08410        | Costeras entre Río Bio-Bio y Río Manco                       | 148              |               |
| 084                                                         | 0842      | 08420        | Costeras Entre Río Manco (Incluido) y Río Laraquete          | 106              |               |
| 084                                                         | 0843      | 08430        | Costeras Entre Río Laraquete (Incluido) y Río Carampague     | 110              |               |
| total:                                                      | 4         | 4            | Región: VIII (100%) / Tipo: Exorreica / Desemb.: O. Pacífico | 395              |               |

La disposición de cuencas en el inventario DARH es la siguiente:
| Código     | Nombre                                         | Código en mapa | Tipología de cuenca | Vertiente de cuenca | Origen de cuenca | Temperatura media anual (C°) | Temperatura máxima (C°) | Temperatura mínima (C°) | Precipitación anual (mm) | Número de estaciones fluviométricas | Número de estaciones pluviométricas | Área (km²)    |
| ---------- | ---------------------------------------------- | -------------- | ------------------- | ------------------- | ---------------- | ---------------------------- | ----------------------- | ----------------------- | ------------------------ | ----------------------------------- | ----------------------------------- | ------------- |
| 0804       | Cuenca Arauco                                  | Cuenca Arauco  | Cuenca Arauco       | Cuenca Arauco       | Cuenca Arauco    | Cuenca Arauco                | Cuenca Arauco           | Cuenca Arauco           | Cuenca Arauco            | Cuenca Arauco                       | Cuenca Arauco                       | Cuenca Arauco |
| 080400     | Costeras entre Río Biobío y Río Manco          | 0              | Exorreica           | Pacífico            | Pluvial          | 12.4                         | 23.5                    | 4.5                     | 1268.9                   | 0                                   | 0                                   | 147.2         |
| 080401     | Costeras entre Río Manco y Río Laraquete       | 0              | Exorreica           | Pacífico            | Pluvial          | 11.5                         | 22.9                    | 3.6                     | 1405.7                   | 0                                   | 0                                   | 107.3         |
| 080402     | Costeras entre Río Laraquete y Río Carampangue | 0              | Exorreica           | Pacífico            | Pluvial          | 11.9                         | 23.3                    | 4.0                     | 1435.3                   | 1                                   | 0                                   | 111.0         |
| 08040300   | Río Carampangue                                | 65             | Exorreica           | Pacífico            | Pluvial          | 11.3                         | 22.8                    | 3.5                     | 1509.4                   | 1                                   | 1                                   | 606.4         |
| 0804030000 | Río Lia                                        | 66             | Exorreica           | Pacífico            | Pluvial          | 10.7                         | 22.5                    | 2.8                     | 1483.8                   | 0                                   | 0                                   | 348.3         |
| 0804030001 | Río Cabrera                                    | 67             | Exorreica           | Pacífico            | Pluvial          | 10.4                         | 22.4                    | 2.4                     | 1508.9                   | 0                                   | 0                                   | 152.6         |
| 0804030002 | Río Las Animas                                 | 68             | Exorreica           | Pacífico            | Pluvial          | 9.4                          | 21.7                    | 1.5                     | 1512.6                   | 0                                   | 0                                   | 148.2         |
| 080404     | Isla Santa María                               | 0              | Exorreica           | Pacífico            | Pluvial          | 13.1                         | 22.7                    | 6.1                     | 877.0                    | 0                                   | 0                                   | 30.1          |
| 080405     | Costeras entre Punta Lavapié y Río Raqui       | 0              | Exorreica           | Pacífico            | Pluvial          | 12.7                         | 23.0                    | 5.4                     | 1252.7                   | 0                                   | 0                                   | 272.7         |

## Hidrología

### Red hidrográfica
Los cuerpos de agua considerados en esta categoría son:

### Humedales
El Ministerio del Medio Ambiente registra varios humedales urbanos, por cierto, Boca Maule (HU-0038), Escuadrón-Laguna Quiñenco (HU-0065), estero El Molino (HU-0066), La Isla (HU-0064) y 	Paso Seco Sur (HU-0025).

### Glaciares
El inventario público de glaciares de Chile 2022 no consigna glaciares en este ítem.

## Clima

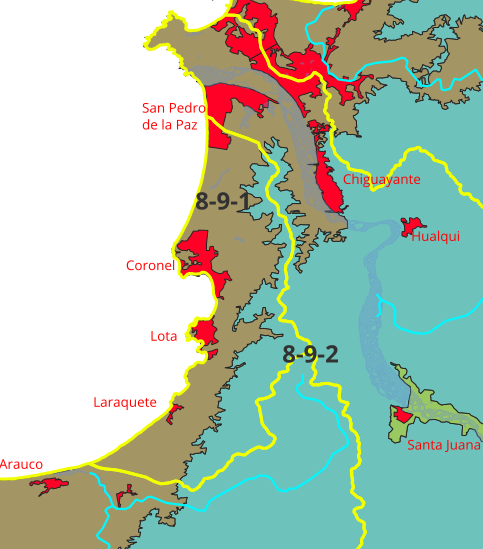
Distritos agroclimáticos en el ítem 084 del inventario BNA de cuencas de Chile según el Atlas agroclimático de Chile. Las líneas amarillas son los límites de las cuencas o ítems.

El Atlas agroclimático de Chile distingue dos distritos climáticos en la cuenca:
- 8-9-1  Templado cálido supratermal con régimen de humedad sub húmedo seco (Csb2Shs). La temperatura oscila entre un máximo de enero de 22,5 °C (máx de 26 °C y mín de 18,6 °C dentro del distrito) y un mínimo de Julio de 5,7 °C (máx de 6,5 °C y mín de 4,7 °C dentro del distrito). Tiene un promedio de 297 días consecutivos libres de heladas. En el año se registra un promedio de 3 heladas. El período de temperaturas favorables a la actividad vegetativa dura 9 meses. Registra anualmente 1.185 días grado y 443 horas de frío acumuladas hasta el 31 de Julio. La precipitación media anual es de 1.135 mm y un período seco de 5 meses, con un déficit hídrico de 465 mm/año. El período húmedo dura 5 meses durante los cuales se produce un excedente hídrico de 464 mm.
- 8-9-2 Templado cálido supratermal con régimen de humedad sub húmedo húmedo (Csb2Shh). La temperatura oscila entre un máximo de enero de 25,1 °C (máx de 28,8 °C y mín de 20,2 °C dentro del distrito) y un mínimo de Julio de 5,8 °C. (máx de 6,6 °C y mín de 4,6 °C dentro del distrito) Tiene un promedio de 304 días consecutivos libres de heladas. En el año se registra un promedio de 4 heladas. El período de temperaturas favorables a la actividad vegetativa dura 9 meses. Registra anualmente 1.266 días grado y 452 horas de frío acumuladas hasta el 31 de Julio. La precipitación media anual es de 1.587 mm y un período seco de 4 meses, con un déficit hídrico de 475 mm/año.El período húmedo dura 6 meses durante los cuales se produce un excedente hídrico de 882 mm.

Diagrama Walter Lieth para la ciudad de Coronel.

Los diagramas Walter Lieth muestran con un área azul los periodos en que las precipitaciones sobrepasan la cantidad de agua que el calor del sol evapora en el mismo lapso de tiempo, (un promedio de 10 °C mensuales evaporan 20 mm de agua caída) dejando un clima húmedo. Por el contrario, las zonas amarillas indican que durante ese tiempo el agua caída puede ser evaporada por el calor del sol. El área gris señala meses muy húmedos.

## Actividades económicas
- Central hidroeléctrica de Chivilingo

## Áreas bajo protección oficial y conservación de la biodiversidad
No existen áreas protegidas dentro del ítem 084.